# Saint-Urbain-Maconcourt
 Saint-Urbain-Maconcourt  es una población y comuna francesa, en la región de Champaña-Ardenas, departamento de Alto Marne, en el distrito de Saint-Dizier y cantón de Doulaincourt-Saucourt.

## Demografía
| 685 | 745 | 754 | 727 | 707 | 659 |
| Para los censos de 1962 a 1999 la población legal corresponde a la población sin duplicidades (Fuente: INSEE [Consultar]) |     |     |     |     |     |